# Бромид мышьяка(III)
Бромид мышьяка(III) — химическое соединение с формулой AsBr3.

## Свойства
Бромид мышьяка(III) представляет собой бесцветные кристаллы ромбической сингонии. Является гигроскопичным веществом, растворим в воде с гидролизом. Кроме того, растворяется в диэтиловом эфире, бензоле, сероуглероде. AsBr3 примечателен высоким показателем преломления, приблизительно равным 2.3.

## Получение
Единственный бинарный бромид мышьяка, получаемый непосредственным взаимодействием брома и мышьяка. Также его получают реакцией брома со смесью серы и оксида мышьяка(III).

## Другие бромиды мышьяка
AsBr5 не получен, хотя существует сходное соединение фосфора PBr5. AsBr3 является основой для сложных бромарсенат-анионов [As2Br8]2−, [As2Br9]3− и [As3Br12]3−.
Органические мышьяксодержащие бромиды (CH3)2AsBr, (CH3)AsBr2 получают по реакции бромметана с мышьяком при нагревании в присутствии меди. Похожим образом синтезируют хлорсиланы.

## Биологическая роль
Как и все неорганические соединения мышьяка, бромид мышьяка(III) ядовит.